# Битва при Херонее (87 до н. э.)
Битва при Херонее — сражение в ходе Первой Митридатовой войны между понтийско-афинскими войсками и римской армией.
В 88 году до н. э. десантный корпус Архелая начал подчинение островов Эгейского моря. Почти все они без боя перешли на сторону понтийцев. Лишь на Делосе было оказано сопротивление. В результате этих событий было перебито 20 тысяч римлян и италийцев. Архелай объявил о передаче острова и священной казны Афинам, которые формально были независимым городом. В Афины с деньгами был отправлен Аристион, который, опираясь на недовольство римлянами, захватил власть в городе. Вскоре на сторону Понта перешли Пелопоннес и Беотия.
В 87 году до н. э. Архелай и Аристион выступили с армией в Беотию. Понтийский стратег Метрофан захватил Эвбею и высадился в Средней Греции, но потерпел поражение от прибывшего в Грецию легата македонского наместника Бруттия Суры и отступил. Бруттий двинулся против Архелая, но в трёхдневном сражении победу не смогла одержать ни одна из сторон. После неудачной попытки захватить Пирей Бруттий отступил в Македонию.